# Giacinto Scelsi
Giacinto Maria Scelsi [dʒaˈtʃinto ˈʃɛlsi] (La Spezia, 8 de enero de 1905 - Roma, 9 de agosto de 1988), conde de Ayala Valva, fue un compositor italiano y poeta en lengua francesa. Sus obras musicales más características se basan fundamentalmente en una sola nota, alterada por el tratamiento de sus armónicos y por medio de inflexiones microtonales, tímbricas, dinámicas, de volumen, de densidad, de tempo o de octava. Fue el precursor del espectralismo.

## Vida
Nacido en La Spezia, en una familia de la nobleza italiana con raíces españolas por parte de su madre, la marquesa Giovanna d'Ayala Valva, Scelsi recibió en compañía de su hermana Isabella, una educación particular, que él mismo calificó de «medieval». Sus lecciones de música fueron todas en cursos particulares, primero con Giacinto Sallustio en Roma, y luego con Walter Klein, un discípulo de Arnold Schönberg, en Viena. Se convirtió en uno de los primeros adeptos del dodecafonismo en Italia y se interesó igualmente en las teorías de Scriabin. Pasó temporadas frecuentemente en Suiza y en Francia (Scelsi entendía muy bien la lengua, al punto de escribir poemas en francés), donde hizo amistad con Jean Cocteau, Norman Douglas, Mimì Franchetti y Virginia Woolf. El estreno en 1931 de Rotative bajo la dirección de Pierre Monteux en la Sala Pleyel atrajo la atención sobre el joven compositor. De regreso a Roma en 1937, organizó, con sus propios fondos, conciertos de música contemporánea en colaboración con el compositor Goffredo Petrassi, en los que se interpretaron obras de Stravinski, Kodály, Shostakovich, Schönberg y Hindemith, en ese momento poco conocidos en Italia.
En 1940 se refugió en Suiza, donde se casó con Dorothy-Kate Ramdsen. Su actividad artística, fuese como poeta o compositor, fue intensa. El pianista Nikita Magaloff estrenó muchas de sus obras. En 1945, acabada la guerra, retornó de nuevo a Roma. A finales de los años 1940, sufrió una profunda crisis moral que le llevó a cuestionar todas sus composiciones anteriores, incluso las propias nociones de composición y autor en favor de la improvisación. Por ello llevó mal el estreno en París, en 1949, de su Quatuor à cordes y del oratorio La naissance du verbe, dirigidos por Roger Désormière. Durante un internamiento en un hospital psiquiátrico, no tocó al piano más que una única nota (un la bemol) del que exploró todas las posibilidades sonoras con los armónicos provocados por las vibraciones por simpatía. Entre dos internamientos residió en París e hizo editar, por Guy Levis Mano, sus «recueils de poésie», y conoció a Henri Michaux, con quien le unió una gran amistad.
Hizo numerosos viajes a Oriente, en los que descubrió la espiritualidad. Después de residir en varios lugares de Europa, se estableció definitivamente en Roma, donde trabajó de manera solitaria. Se procuró uno de los primeros instrumentos electrónicos, la ondiola, que tenía la capacidad de hacer intervalos inferiores a un semitono. Incapaz física y psicológicamente de transcribir sus improvisaciones, las grababa en cinta magnética y las confiaba a copistas. Así se formó alrededor del creador un círculo privado hecho de asistentes e intérpretes con los que colaboró estrechamente: esta manera de proceder hizo decir a muchos compositores y musicólogos que Scelsi no era el autor de sus obras. Scelsi destruyó todas sus obras anteriores, consideradas como demasiado académicas, y no reveló al público su nueva estética hasta 1961, con el estreno en París de Quattro pezzi su una nota sola, dirigida por Maurice Le Roux. Esta obra para orquesta, cuyos movimientos están construidos cada uno sobre una sola nota —fa, si, sol# y la—, fue compuesta en 1959 y estrenada en París el 4 de diciembre de 1961 (el año que György Ligeti escribió Atmosphères, obra en que éste explota la microtonalidad y la micropolifonia.)
Su obra tuvo una gran influencia sobre los músicos franceses del grupo L'Itinéraire: Tristan Murail, Gérard Grisey, Michaël Levinas y Solange Ancona, a los que Scelsi pudo conocer durante su estancia, a principios de los años 1970, en la Villa Médicis, como consecuencia de haber obtenido el Prix de Rome. También influenció a la compositora Giovanna Sterburina Ellos fueron los promotores de su obra, totalmente desconocida durante toda su vida incluso para los círculos más interesados en la creación contemporánea, y gracias a ellos conoció a inicios de los años 1980 una amplia difusión, siendo editadas muchas de sus obras por Salabert. Al mismo tiempo, toda su obra poética y literaria se estaba conociendo en ediciones de la «Le parole gelate», de Roma. En sus últimos años Scelsi se dedicó, todo lo que su salud le permitía, a los conciertos en que sus obras eran interpretadas: en 1987, en Colonia, tuvo lugar su concierto más exitoso, en el que asistió personalmente a los estrenos y supervisó los ensayos, y en el que se programaron exclusivamente sus obras orquestales. Fue casi un cuarto de siglo después de que las obras fueran compuestas y menos de un año antes de la muerte del compositor. Su último concierto, el 1 de abril de 1988, fue en La Spezia, su villa natal, donde no había vuelto desde la infancia. Perdió el conocimiento el 8 de agosto de 1988 y murió al día siguiente en Roma.
El impacto causado por el descubrimiento tardío de su obra fue descrito por el musicólogo belga Harry Halbreich:

Un capítulo entero de la reciente historia musical debe ser reescrito: la segunda mitad de este siglo, es ahora impensable sin Scelsi [...] que ha inaugurado una nueva forma de hacer música, hasta entonces desconocida en Occidente. A principios de los cincuenta, había pocas alternativas al camisa de fuerza del serialismo que no dejaba atrás el pasado. A continuación, hacia 1960/61, se produjo la conmoción del descubrimiento de Apparitions y Atmosphères de Ligeti. Había pocas personas en ese momento que sabían que Friedrich Cerha, en su ciclo orquestal Spiegel, ya había llegado a resultados similares, y nadie sabía que había un compositor que había seguido el mismo camino, incluso años antes, y de una manera mucho más radical: precisamente Giacinto Scelsi.
Harry Halbreich.

El musicólogo neerlandés, Henk de Velde, aludiendo a Adorno hablando de Alban Berg, llamaba a Scelsi «el maestro de la aún pequeña transición», a lo que Halbreich agregó que «de hecho, su música es sólo transición».
Scelsi fue amigo y mentor de Alvin Curran y otros compositores angloamericanos, como Frederic Rzewski —que vivió en Roma en los años 1960— o John Cage, Morton Feldman y Earle Brown, que le visitaron en Roma. Curran lo recordaba así: 

... Scelsi vino a todos mis conciertos en Roma, incluso hasta el último que me dieron tan sólo unos días antes de su muerte... Era por el verano y era dificultoso para él estar al aire libre. Fue allí con un abrigo de piel y un sombrero de piel. Era un concierto al aire libre. Saludó desde la distancia, con los hermosos ojos chispeantes y la sonrisa que siempre tuvo, y que fue la última vez que le vi.
 «Scelsi Morning After November 15, 2005» por Alex Ross, crítico de The New Yorker, en su sitio: «The Rest Is Noise».

Scelsi llegó a ver la creación artística como un medio de comunicar una realidad más elevada y trascendental al oyente. Desde este punto de vista, el artista se considera un mero intermediario, y Scelsi se creía ante todo un mensajero, «un facteur» como le divertía decir. Por este motivo, nunca dejó que su imagen se hiciera pública para que no se relacionara con su música, y que esta permaneciera, en cierto modo, ajena a su propio yo. Prefirió identificarse con un círculo con una línea debajo, un símbolo de origen oriental. Algunas fotografías de Scelsi salieron a la luz tras su muerte.

## Obra
Escribió más de 150 piezas musicales y cultivó todos los géneros musicales a excepción de la música escénica. Sus obras más destacadas son posteriores a 1950 y se caracterizan por una focalización sobre el sonido, a menudo monódico, o bajo forma de clúster instrumental o vocal, tocando los microintervalos o la granulación de las articulaciones. Sus nuevas ideas tomaron forma en el curso de los años 1950, primero para un instrumento solo, aumentando luego a pequeñas formaciones de música de cámara y abandonando poco a poco su instrumento predilecto hasta entonces: el piano. Era de hecho poco apropiado para sus nuevas búsquedas, que requerían principalmente la posibilidad de mantener el sonido y de modificar su timbre. Fue con las Quattro pezzi su una nota sola (1959) cuando esta nueva concepción de la música y del sonido tomó su forma más acabada. Cada una de estas cuatro piezas está basada en una única nota tocada por una orquesta de cámara, apoyándose en tiempos y ataques variados. Se nota en la obra una inspiración orientalizante, al igual que en Aiôn, cuatro episodios de la vida de Brahma (1961) y en Konx-Om-Pax (1968) (tres términos que quieren decir «paz» en asirio, sánscrito y latín). Sus obras orquestales de madurez se caracterizan por la utilización preponderante de cobres y percusión, incluso aunque las cuerdas, a menudo, conservasen un papel importante.
La autenticidad de su obra —más exactamente de las copias efectuadas a partir de algunas de sus improvisaciones— ha sido puesta en duda y a menudo de forma vivamente contestada después de su muerte. El compositor Vieri Tosatti ha de hecho difundido en la prensa que él era el verdadero autor de la obra de Sclesi, y esto sólo 6 meses después de la desaparición del compositor. Si no hay ninguna duda de que Tosatti tuvo una colaboración estrecha con él, no se puede definir hoy con precisión cual fue el grado de tal colaboración. Sin embargo, prestigiosos intérpretes y directores de orquesta que trabajaron directamente con el compositor han avalado su credibilidad y hoy en día el asunto parece mayoritariamente zanjado a su favor.[cita requerida] Hay que subrayar que Scelsi trabajaba mucho con los músicos que interpretaban sus obras, ya que era una cuestión a la que daba mucha importancia. Destacados intérpretes suyos son Michiko Hirayama (voz), Joëlle Léandre (contrabajo), Frances Marie Uitti (violonchelo).
Entre sus obras más destacadas, además de las ya citadas Quattro Pezzi su una nota sola —ejemplo emblemático de su estilo compositivo— se pueden destacar las orquestales Aiôn, Uaxuctum y Konx-om-pax; el ciclo de cinco cuartetos de cuerda y varias de sus abundantes obras de cámara, como Anahit, Pranam II, la Trilogía para violonchelo, Las tres edades del hombre o los Canti del capricorno.
Tanto sus técnicas compositivas como sus ideales artísticos se hallan a medio camino entre su origen occidental y la poderosa influencia que sobre él ejercieron las culturas orientales. Rechazaba de plano los conceptos de composición y de autor, ensalzando por el contrario la improvisación y concibiendo la creación artística como una canalización mediante la cual el oyente es puesto en comunicación con una realidad superior de índole trascendente.

## Catálogo de obras
| Año     | Obra | Tipo de obra                    | Duración |
| ------- | --- | ------------------------------- | -------- |
| 1925    | Introduzione e fuga, para orquesta de cuerdas. | Música orquestal (cámara)       | -        |
| 1929    | Chemin du coeur, para violín y piano. | Música instrumental (dúo)       | -        |
| 1929/30 | Rotative. Poema sinfónico para 3 pianos, cobres y percusiones (rev. 1930 para 2 pianos y percusión). | Música orquestal                | 06:30    |
| 1930    | Scherzo, para piano. | Música solista (piano)          | -        |
| 1930/34 | Suite nº 2. Los doce Profetas menores, para piano. | Música solista (piano)          | 47:00    |
| 1930/40 | Paralipomena, recuerdo para piano. | Música solista (piano)          | -        |
| 1930/40 | Preludes, para piano [entre 24 y 40, no se sabe con certeza, algunos perdidos]. | Música solista (piano)          | -        |
| 1930/40 | Six pieces, Dai Paralipomeni, para piano. | Música solista (piano)          | 09:00    |
| 1931    | Danse, para piano. | Música solista (piano)          | -        |
| 1932    | Diálogo, para violonchelo y piano. | Música instrumental (dúo)       | -        |
| 1932    | Sinfonietta. | Música orquestal                | -        |
| 1933    | Tre canti (según el Poema Paradisiaco de Gabriele D'Annunzio), para voz y piano. | Música vocal (piano)            |          |
| 1933    | L'Amour et le crâne (Charles Baudelaire), para voz y piano. | Música vocal (piano)            | -        |
| 1933    | Tre canti di primavera (Sibilla Aleramo), para voz y piano. | Música vocal (piano)            |          |
| 1934    | Concertino, para piano y orquesta. | Música orquestal (concertante)  | -        |
| 1934    | Toccata, para piano. | Música solista (piano)          | -        |
| 1934    | Poemi, para piano. | Música solista (piano)          | -        |
| 1934    | Sonata para violin y piano. | Música instrumental (dúo)       | -        |
| 1935    | Capriccio, para piano. | Música solista (piano)          | -        |
| 1935    | Suite nº 5. El Circo, para piano. | Música solista (piano)          | 15:00    |
| 1936    | Preludio, arioso e fuga, para orquesta. | Música orquestal                | -        |
| 1936    | Trío (1936), para violín, violonchelo y piano. | Música instrumental (trío)      |          |
| 1936/39 | Four Poems, para piano. | Música solista (piano)          | 09:00    |
| 1936/40 | 24 Preludes, para piano. | Música solista (piano)          | 30:00    |
| 1937    | perdus [Texto de Jaan Wahl], para voz femenina y piano. | Música vocal (piano)            | 04:00    |
| 1939    | Sonata para piano nº 2. | Música solista (piano)          | 18:00    |
| 1939    | Sonata para piano nº 3. | Música solista (piano)          | 18:00    |
| 1939    | Hispania. Tríptico para piano. | Música solista (piano)          | 18:00    |
| 1939    | Suite nº 7, para piano. | Música solista (piano)          | 14:00    |
| 1939    | Suite nº 6. El capriccio di Ty, para piano. | Música solista (piano)          | 25:00    |
| 1939    | Trío (1939), para violín, violonchelo y piano. | Música instrumental (trío)      |          |
| 1940    | Variationi e Fuga, para piano. | Música solista (piano)          | 15:00    |
| 1941    | Sonata para piano nº 4. | Música solista (piano)          | 14:00    |
| 1943    | Ballata, para violonchelo y piano. | Música instrumental (dúo)       | 15:00    |
| 1944    | Cuarteto de cuerda nº 1. | Música de cámara (cuarteto)     | 28:00    |
| 1948    | La nascita di verbo, cantata para coro mixto y orquesta. | Música vocal (cantata)          | 42:00    |
| 1950    | Trío (1950, inedito), para vibráfono, marimba e percusión. | Música instrumental (trío)      |          |
| 1951    | Divertimento nº 1, para violín solo. | Música solista (violín)         | 10:00    |
| 1952    | Suite nº 8. Bot-Ba. Un'evocazione del Tibet con i suoi monasteri sulle alte montagne - Rituali tibetani - Preghiere e danze, para piano.                                                                                     | Música solista (piano)          | 25:00    |
| 1953    | Quattri iIlustrazioni. Quattro illustrazioni sulla metafora di Visnû, para piano. | Música solista (piano)          | 10:00    |
| 1953    | La Piccola, suite en cuatro movimientos. | Música orquestal                |          |
| 1953    | Suite nº 9. Ttai. Una successione di episodi che esprime alternativamente il Tempo, piû precisamente, il Tempo in movimento e l'Uomo come simbolizzato da cattedrali o da monasteri, con il suono dell'Om sacro, para piano. | Música solista (piano)          | 38:00    |
| 1953    | Cinque Incantesimi (dedicados a H. Michaux), para piano. | Música solista (piano)          | 10:00    |
| 1953    | Suite para flauta y clarinete. | Música instrumental (dúo)       | 10:00    |
| 1954    | Tre Studi, para clarinete solo. | Música solista (clarinete)      | 07:00    |
| 1954    | Divertimento nº 2, para violin solo. | Música solista (violín)         | 10:00    |
| 1954    | Suite nº 10. Ka (La parola Ka ha significati diversi, ma il principale è Essenza), para piano. | Música solista (piano)          | 19:00    |
| 1954    | Quays, flauta contralto o flauta en do. | Música solista (flauta)         | -        |
| 1954    | Preghiera per un'ombra, para clarinete. | Música solista (clarinete)      | 09:00    |
| 1954    | Pwylll, para flauta sola. | Música solista (flauta)         | 06:00    |
| 1954/55 | Coelocanth, para viola sola. | Música solista (viola)          | 10:00    |
| 1954/58 | Yamaon. Yamaon profetizza al popolo la conquista e la distruzione della città di Ur, para bajo y cinco instrumentos. | Música vocal (instrumentos)     | 10:00    |
| 1955    | Divertimento nº 3, para violín solo. | Música solista (violín)         | 12:00    |
| 1955    | Divertimento nº 4, para violín solo. | Música solista (violín)         | 15:00    |
| 1955    | Hyxos, para flauta y percusión. | Música instrumental             | 15:00    |
| 1955    | Action Music, para piano. | Música solista (piano)          | 15:00    |
| 1956    | Tre Pezzi, para saxofón soprano o tenor. | Música solista (saxofón)        | 09:00    |
| 1956    | Ixor I-IV, para clarinete (Versión para saxofón soprano u otro instrumento ad ancia). | Música solista (clarinete)      | 04:00    |
| 1956    | Quattri Pezzi, para trompa. | Música solista (trompa)         | 09:00    |
| 1956    | Suite nº 11, para piano. | Música solista (piano)          | 30:00    |
| 1956    | Quattri Pezzi, para trompeta. | Música solista (trompeta)       | 10:00    |
| 1956    | Tre Studi, para viola sola. | Música solista (viola)          | 07:00    |
| 1956    | Divertimento nº 5, para violín solo. | Música solista (violín)         | -        |
| 1956    | Tre Pezzi, para trompeta baja. | Música solista (trompeta)       | 06:00    |
| 1957    | Manto, para viola. Nel terzo movimento l'interprete canta. | Música solista (viola)          | 06:00    |
| 1957    | Tre Pezzi, para trombón. | Música solista (trombón)        | 09:00    |
| 1957    | Triphon, Juventud–Energía–Drama. (1ª parte de la Trilogía para violonchelo, Las tres edades del hombre). | Música solista (violonchelo)    | 13:30    |
| 1957    | Le fleuve magique, para violonchelo solo. | Música solista (violonchelo)    | 03:00    |
| 1957    | Rucke di Guck, para flauta piccola y oboe. | Música instrumental (dúo)       | 09:00    |
| 1957/65 | Dithome. Madurez–Energía–Pensamiento. (2ª parte de la Trilogía para violonchelo, Las tres edades del hombre). | Música solista (violonchelo)    | 13:00    |
| 1958    | Elegia per Ty, para viola y violonchelo. | Música instrumental (dúo)       | 09:40    |
| 1958    | I presagi, para 10 instrumentos. | Música instrumental             | 09:30    |
| 1958    | Tre canti popolari, para cuatro voces (o múltiples) mixtas. | Música vocal                    | 07:00    |
| 1958    | Tre canti sacri, para ocho voces mixtas. | Música vocal                    | 10:00    |
| 1958    | Trío (1958), para violino, viola y violonchelo. | Música de cámara (trío)         | 09:00    |
| 1959    | Quattri Pezzi (su una sola nota), para orquesta de cámara. | Música orquestal (cámara)       | 13:30    |
| 1959    | Kya, para clarinete solo y siete instrumentos. | Música instrumental             | 11:00    |
| 1960    | Hurqualia, Un reino diferente, para 4 percusionistas, timbalista y orquesta. | Música orquestal                | 06:00    |
| 1960    | Hô. Cincoe melodías para soprano solo. | Música vocal                    | 12:00    |
| 1960    | Wo Ma, para bajo solo. | Música vocal                    | 09:00    |
| 1961    | Aiôn. Cuatro episodios de un día de Brahma, para 6 percusionistas, timbalista y orquesta. | Música orquestal                | 19:00    |
| 1961    | Cuarteto de cuerda nº 2. | Música de cámara (cuarteto)     | 17:00    |
| 1962    | Riti: I funerali d'Achille (1ª Parte de Riti, o Marches rituelles), para cuarteto de percusión. | Música instrumental (percusión) | 04:00    |
| 1962    | Riti: I funerali di Alessandro Magno (323 J. C./323 B. C.) (2ª Parte de Riti, o Marches rituelles), para contrabajo, tuba bajo, contrabajo de cuerdas, órgano eléctrico y percusión.                                         | Música instrumental             | 10:00    |
| 1962    | Khoom. Siete episodios de una historia de amor y muerte nunca escrita, en una tierra lejana, para soprano y 6 instrumentos.                                                                                                  | Música vocal (instrumentos)     | 20:00    |
| 1962    | Lilitu, para voz femenina sola. | Música vocal (capella)          | 03:30    |
| 1962    | Taiagarû. Cinco evocaciones para soprano solo. | Música vocal                    | 12:00    |
| 1962/72 | Canti del Capricorno, Veinte cantos para voz femenina o voz con instrumento. | Música vocal (instrumentos)     | 45:00    |
| 1963    | Chukrum, para orquesta de cuerdas. | Música orquestal (cámara)       | 14:00    |
| 1963    | Cuarteto de cuerda nº 3. | Música de cámara (cuarteto)     | 16:00    |
| 1963    | Hymnos, para órgano y 2 orquestas. | Música orquestal                | 10:00    |
| 1964    | Xnoybis, para violin. | Música solista (violín)         | 14:00    |
| 1964    | Cuarteto de cuerda nº 4. | Música de cámara (cuarteto)     | 10:00    |
| 1964    | Yliam, para coro femenino. | Música coral (capella)          | 08:00    |
| 1965    | Anagamin (aquel que decide si volver o no), para 12 instrumentos de cuerda. | Música instrumental             | 06:00    |
| 1965    | Dúo para violin y violonchelo. | Música instrumental (dúo)       | 10:30    |
| 1965    | Anahit, Poema lírico dedicado a Venus , para violin y 18 instrumentos. | Música instrumental             | 11:00    |
| 1965    | Igghur. Vejez–Recuerdos–Catarsis–Liberación (3ª parte de la Trilogía para violonchelo, Las tres edades del hombre). | Música solista (violonchelo)    | 14:00    |
| 1965/67 | Elohim, para 10 instrumentos de cuerdas. | Música instrumental             |          |
| 1966    | Ko-Lho, para flauta y clarinete. | Música instrumental (dúo)       | 07:00    |
| 1966    | Ohoi. Los principios creativos. para 16 instrumentos de cuerda. | Música instrumental             | 07:00    |
| 1966    | Uaxuctum, la leyenda de una ciudad maya destruida por sus habitantes por motivos religiosos, para 7 percusionistas, timbalista, coro y orquesta.                                                                             | Música coral (orquesta)         | 20:00    |
| 1967    | Natura renovatur (versión para 11 instrumentos del Cuarteto nº 4). | Música instrumental             | 10:30    |
| 1967    | Kövirgivoger, para voz sola. | Música vocal                    | -        |
| 1967    | CKCKC, para voz y mandolina. | Música vocal (instrumento)      | 04:00    |
| 1967    | Ko-Tha. Trois danses de Shiva. (Guitarra sola tratada como percusión). | Música solista (guitarra)       | 09:00    |
| 1967/68 | TKRDG, para 6 voces de hombres, guitarra amplificada y dos percusionistas. | Música vocal (instrumentos)     | 14:00    |
| 1968    | Okanagon. Okanagon deve essere considerato come un rito e, se si vuole come il battito del cuore della terra, para arpa, tam-tam y contrabajo.                                                                               | Música instrumental             | 10:00    |
| 1969    | Konx-Om-Pax. Tres aspectos del sonido: como primer movimiento de lo inamovible; como fuerza creativa; como la sílaba Om, para coro y orquesta.                                                                               | Música orquestal                | 17:00    |
| 1969    | Ogloudoglou, para una voce masculina o femenina o percusión (un intérprete). | Música vocal (instrumentos)     | 04:00    |
| 1970    | Le Grand sanctuaire. Il est grand temps - Même si je voyais, para tenor solo (Texto: Grégoire de Nazaire y anónimo). | Música vocal                    | 02:00    |
| 1970    | Antifona (sul nome Gesû), para coro masculino y tenor solo. | Música coral (capella)          | 04:00    |
| 1970    | Three latin prayers (Ave Maria, Pater noster, Alleluja) (hay arreglo para clarinete), para voz viril o femenina sola o con coro al unísono.                                                                                  | Música vocal (capella)          | 05:00    |
| 1972    | Nuits (C'est bien la nuit - Le réveil profond), para contrabajo. | Música solista (contrabajo)     | 07:30    |
| 1972    | Pranam I. Alla memoria di Jani e Sia Ckriston, para voz, 12 instrumentos y cinta. | Música vocal (instrumentos)     | 07:30    |
| 1973    | Arc-en-ciel, dúo de violines. | Música solista (violines)       | 03:30    |
| 1973    | Sauh I e II. Dos liturgias para dos voces femeninas o una voz con cinta. | Música vocal                    | 06:00    |
| 1973    | L'âme ailée - L'âme ouverte. Dos piezas para violin solo. | Música solista (violín)         | 08:00    |
| 1973    | Pranam II, para nueve instrumentos. | Música instrumental             | 06:00    |
| 1973    | Sauh III e IV, para cuatro voces femeninas (o múltiples). | Música vocal                    | 07:00    |
| 1974    | Pfhat, Un rayo... y el cielo se abrió, para coro, órgano y orquesta. | Música orquestal                | 08:00    |
| 1974    | In Nomine Lucis. Alla memoria di Franco Evangelisti, para órgano solo. | Música solista (órgano)         | 08:00    |
| 1974    | Voyages (Il allait seul - Le fleuve magique), para dos contrabajos. | Música solista (contrabajos)    | 08:00    |
| 1974    | To the master, Due improvvisazioni con Victoria Parr, para violonchelo y piano. | Música instrumental (dúo)       | 11:00    |
| 1974    | Et maintenant - C'est à vous de jouer. 2 dúos para violonchelo y contrabajo. | Música instrumental (dúo)       | 10:00    |
| 1974    | Aitsi. Pieza para piano amplificado. | Música electrónica              | 06:00    |
| 1974    | Manto per Quattro, vocal e instrumentos. | Música vocal (instrumentos)     | 04:30    |
| 1974/85 | Cuarteto de cuerda nº 5, a la memoria de Henri Michaux. | Música de cámara (cuarteto)     | 07:00    |
| 1975    | Kshara, para dos contrabajos. | Música instrumental (dúo)       | 07:30    |
| 1975    | Litanie, para dos voces femeninas al unísono o para voz femenina con cinta. | Música vocal                    | 04:00    |
| 1975    | Dharana, contrabajo y violonchelo. | Música instrumental (dúo)       | 07:30    |
| 1976    | Riti: I funerali d'Carlo Magno (3ª Parte de Riti, o Marches rituelles), para violonchelo y percusión. | Música instrumental             | 10:00    |
| 1976    | Maknongan, para flauta octobasso (versión para saxofón bajo o para instrumento bajo preparado o voz de bajo). | Música solista (flauta)         | 04:00    |
| 1978/88 | Un Adieu, para piano (obra póstuma). | Música solista (piano)          | -        |
| 1985    | Olehö, para voz sola. | Música vocal (capella)          | -        |
| 1986    | Krishna e Radha. Improvisazioni con Carin Levine, para flauta y piano. | Música instrumental (dúo)       | -        |
| 1987    | Mantram, para contrabajo. | Música solista (contrabajo)     | 05:00    |

## Discografía

### Accord (Musidisc)
- SCELSI, Giacinto: Oeuvre intégrale pour choeur et orchestre symphonique: 1. Aion / Pfhat / Konx-Om-Pax, 2. Quattro Pezzi / Anahit / Uaxuctum, 3. Hurqualia / Hymnos / Chukrum. Orquesta y Coro de la Radio-Televisión Polaca de Cracovia, director Jürg Wyttenbach. Grabaciones de 1988 (1.), 1989 (2.) y 1990 (3.). Accord, ref. 201692, 1992, 3 CD (1. Accord, ref. 200402, 2. Accord, ref. 200612, 3. Accord, ref. 201112). Reeditado por Universal-Musidisc, ref. 000 000-0.
- SCELSI, Giacinto: Elegia per Ty / Divertimento n.º 3 pour violon / L’Âme ailée / L’Âme ouverte / Coelocanth / Trio à cordes. Zimansky, violín; Schiller, viola; Demenga, violochelo. Accord, 200622, 1989.
- SCELSI, Giacinto: Quattro illustrazioni / Xnoybis / Cinque incantesimi / Duo pour violon et violoncelle. Suzanne Fournier, piano; Carmen Fournier, violín; David Simpson, violonchelo. Accord, 200742, 1990.
- SCELSI, Giacinto: Suite No.8 (Bot-Ba) / Suite No.9 (Ttai). Werner Bärtschi, p. Accord, 200802, 1990
- SCELSI, Giacinto: Intégr œuvr ch: Sauh III & IV / TKRDG / 3 Canti populari / 3 Canti sacri / 3 Latin Prayers / Yliam. New London Chamb Ch, Percussive Rotterdam / J. Wood. Accord, 206812

### CPO
- SCELSI, Giacinto: Complete Works for Clarinet: Tre Pezzi / Ko-Lho / Ixor I-IV / Maknongan / Preghiera per un’ombra / Suite fl & cl-sib / Kya. Smeyers, Mohr, Ens Avance / Z. Nagy. CPO, 999 266-2, 1997
- SCELSI, Giacinto: Chamb Wks flute & piano: Hyxos / Pwyll / 5 incantesimi / Rucke di Guck / Quays / 4 illustrazioni / Krishna e Radha. Levine, Veale, Becker, Salmen. CPO, 999 340-2, 1998

### Mode
- SCELSI: Giacinto Scelsi 2: The Orchestral Works, vol. 1: Hymnos / Hurqualia / Konx-om-pax / Canti del capricorno. Carnegie Hall, director Juan Pablo Izquierdo. Mode, ref. 95, 2000.

### Otros sellos
- SCELSI, Giacinto: Kya / Pranam II / Aitsi / Arc-en-ciel / Le Fleuve magique / Ko-Lho / Poème piano no.2 / Pwyll / Quattro Pezzi tpt / Maknongan. Ensemble 2E2M / P. Méfano. Adda, ref. 581 189.
- SCELSI: Trilogía: Triphon, Dithome, Igghur / Ko-Tha. Frances-Marie Uitti. Etcétera, KTC 1136
- SCELSI: Intégr musique chambre orch à cordes: Natura Renovatur / Anagamin / Ohoi / Elohim. Orch Royal de Chambre de Wallonie / Jean-Paul Dessy. Forlane, 16800, 2000
- SCELSI: Okanagon. Joëlle Léandre (et alt). Hat Hut, hatART 6124
- SCELSI: Kya / Ixor / Rucke di Guck / Tre Pezzi / Yamaon / Maknongan. Marcus Weiss, Johannes Schmidt, Ensemble Contrechamps / Jürg Wyttenbach. Hat Hut, hat[now]ART 117, 1999
- SCELSI: Mode, « Giacinto Scelsi 1: Piano Works, vol.1 », …, 2000
- SCELSI: Les cinq quattuors à cordes: Quattuors Nos.1-5 / Trio à cordes / Khoom. Quatuor Arditti; Michiko Hirayama, v; (et alt.). Salabert Actuels, 2SCD 8904-5, 2 CD
- SCELSI: Canti del Capricorno. Michiko Hirayama, v (et alt.). Wergo, WER 60127-50, 1988